# Corbillos de los Oteros (kommunhuvudort)
Corbillos de los Oteros är en kommunhuvudort i Spanien.   Den ligger i provinsen Provincia de León och regionen Kastilien och Leon, i den norra delen av landet, 260 km nordväst om huvudstaden Madrid. Corbillos de los Oteros ligger 791 meter över havet och antalet invånare är 253.
Terrängen runt Corbillos de los Oteros är platt, och sluttar västerut. Runt Corbillos de los Oteros är det mycket glesbefolkat, med 5 invånare per kvadratkilometer. Närmaste större samhälle är Valencia de Don Juan, 13,5 km söder om Corbillos de los Oteros. Trakten runt Corbillos de los Oteros består till största delen av jordbruksmark.